# Таџ Махал
Таџ Махал (хинди: ताज महल, фарси: تاج محل), је грађевина у Агри у Индији, изграђена између 1631. и 1654. године. Градило ју је 22.000 људи. Шах Џахан је наредио изградњу овог маузолеја за своју омиљену жену, Арџуманд Бано Бегум, која је познатија као Мумтаз Махал.
Таџ Махал се сматра врхунским остварењем могулске архитектуре, стила који комбинује елементе персијских, индијских и исламских архитектонских стилова. Године 1983, Таџ Махал постао је УНЕСКО-в споменик Светске баштине описан као „драгуљ исламске уметности у Индији и један од универзално признатих ремек-дела светског наслеђа.“
Иако је бела купола мермерног маузолеја најпознатија архитектонска компонента, Таџ Махал је заправо интегрисани комплекс структура. Градња је почела око 1632. и завршена 1653. године, а укључивала је хиљаде уметника и радника. Ирански архитекта Устад Ахмад Лахаури сматра се главним пројектантом Таџ Махала.
Састоји се од централне октагоналне грађевине, на врху са луковичастом куполом, чија је укупна висина око 75 м и која је скоро у потпуности изграђена од белог мермера; уз њу стоје два симетрична здања од црвеног пешчара - једно на северозападу а друго на југоистоку. На северозападу се налази џамија, а на југоистоку кућа за одмор. Димензије читавог комплекса правоугаоног тлоцрта оивиченог зидом износе 300 x 560 м.
Испред поменута три здања налази се огроман врт, подељен на четири дела симетрично распоређеним каналима. Таџ је краљевски маузолеј за великог владара и његову омиљену жену. Цитати из курана су распоређени на пажљиво одабрана места. Општи план и духовни карактер овог ремек-дела заснивају се на идејама које су развили суфијски мистици. Овај Сан у мермеру, како га називају историчари уметности, саграђен је на обали реке Џамуне за Арџуманд Бану Беган коју је шах Џахан одликовао почасним именом Мумтаз Махал, драги камен палате. Она је након рођења четрнаестог детета умрла 1631. године, а могул је наредио да се изнад њеног гроба сазида гробница какву свет није видео. Стручњак за конструкцију куполе је вероватно из Истанбула, зидари су долазили из Делхија и Кандахара, стручњаци за врх куполе су долазили из Лахора и Самарканда, калиграфи за калиграфију из Шираза и Багдада, резбари цвећа из Бухаре, вртне архитекте из Кашмира. Више од 20.000 радника је радило 17 година на изградњи овог споменика.

## Корени и инспирација
Године 1631, шах Џахан, владар Могулског царства у доба највећег успона, био је схрван након што је његова трећа жена Мумтаз Махал преминула приликом порођаја њиховог четрнаестог детета, Гаухара Бегума. Непосредно пре смрти, Мумтаз Махал замолила је Џахан-шаха да јој изгради маузолеј какав свет дотад још није видео. Џахан-шах је обећао да ће испунити њену последњу жељу, па је градња почела 1632, годину дана после њене смрти. Хронике Џахан-шахове боли описују љубавну причу која је према традицији била инспирација за здање Таџ Махала. Планови су рађени непосредно након њене смрти, главни маузолеј завршен је 1648. године, док су остале зграде и вртови довршени пет година после. Владар Џахан-шах лично је описао Таџ Махал овим речима:
| „           | Треба ли кривица тражити уточиште овде, Као извињење, постаје чиста од греха. Треба ли грешник поћи до овог здања, Његови греси биће заборављени. Призор овог здања ствара призоре туге; И Сунце и Месец сузе лију из очију. На овом свету ово задње је грађено; Да тиме покаже славу свога ствараоца. | ” |
| — Шах Џахан | |   |

Таџ Махал обухвата и проширује архитектонске традиције персијске и ране могулске архитектуре. Карактеристична инспирација долази од успешних тимуридских и могулских грађевина попут Тамерланове гробнице, праоца могулске династије, у Самарканду, Хумаџунове гробнице, гробнице Итмад Уд Даула, те Џахан-шахове џамије Џама Масџид у Делхију. Док су ране могулске зграде углавном грађене од црвеног пешчара, Џахан-шах преферирао је коришћење белог мермера са уметнутим драгим камењем, што је за време његове владавине постао нови ниво истанчаности.

## Локација
Таџ Махал налази се јужно од градских зидина града Агре. Оснивач могулске династије, Бабур, изградио је прве могулске вртове Рам Баг у Агри 1523. године. Након тога, вртови су постали важан могулски симбол моћи који је сменио пре-могулске симболе попут тврђава. Помак се може објаснити појавом нових естетских редова попут уметничких израза који комбинују верске елементе са строгим геометријским редом, који су били метафора за способност Бабурове контроле над сушним индијским равницама. Бабур је одбацио већину стилова коришћених у доба династије Лоди и покушао је да створи нови уметнички стил инспирисан персијским вртовима и краљевским таборима. Рам Баг био је опсежан и сложен комплекс вртова и палата који су се протезали више од километра уз обалу реке. Високо и дугачко камено подножје омеђено прелазом између вртова и реке постало је окосницом за будући развој града Агре.
У следећем веку, концепт успешног вртног града уз реку развио се на обема странама реке Јамуне. Каснији могулски цареви изградили су обе обале реке што укључује реконструкцију тврђаве у Агри, која је довршена 1573. године. Када је Џахан-шах засео на престо, становништво Агре бројало је отприлике 700.000 људи, а град је био велики трговачки центар због саобраћајне реке и путева, пун уметника, учењака и духовњака.
Агра је постала град са реком као доминантом и развијала се делом источно, али углавном према западној страни Јамуне где су се уз насипе ређали богати поседи. Главна здања у граду оријентисана су према реци, те и Таџ Махал прати тај урбанистички контекст, чији се комплекс налази са обе стране реке. Џахан-шах откупио је парцелу за Таџ Махал од Махараџе Џаи Синга који је пристао да му уступи земљу у замену за велику палату у центру града Агре.

## Градња

### Грађевинска организација
Градња је започета са земљаним радовима на површини од око три јутра земље, који су укључивали насипање терена и равнање површине на 50 m изнад речне обале. На подручју маузолеја терен је насут камењем и шљунком, као и подручје прилаза гробницама. Уместо употребе скела од бамбуса, градитељи су конструисали големе скеле од опеке које су биле толико велике да су надзорници процењивали како ће им требати године да их размонтирају. Према једној од прича, Џахан-шах је издао налог којим се дозвољава слободно узимање опека са големе скеле, па су их околни сељаци пограбили преко ноћи. Рампа од набијене земље дужине 15 km изграђена је за транспорт мрамора и других материјала. Групе од 20 до 30 волова вукли су камене блокове на посебно дизајнираним вагонима. Блокови су на своја места подизани развијеним системом чекрка. Вода је до градилишта црпљена помоћу сложених система канала и водоспремника које су пунили коришћењем животињске снаге.
Градња подножја и гробнице трајала је око 12 година. Остатак комплекса грађен је још 10 година и завршен је овим редоследом; минарети, џамија, џаваб и Велика врата. Будући да је комплекс грађен у етапама, постоји неусклађеност око датума завршетка градње. На пример, маузолеј је сам завршен 1643. године, али рад на остатку целине је настављен и трајао је још десетак година. Процене трошкова изградње Таџ Махала варирају зависно о изворима и начинима рачунања. Укупна цена изградње процењује се на око 32 милиона рупија у то доба, што прерачунато у данашње доларе износи невероватних неколико билиона долара.
Грађевински материјал набављан је у већем делу Индије и Азије. Преко 1000 слонова коришћено је за транспорт грађевинског материјала у време изградње. Блистави бели мрамор стизао је из Раџастана, јаспис из Пенџаба, жад и кристал из Кине. Тиркиз је са Тибета, лапис лазули из Авганистана, сафири са Шри Ланке, те карнеол из Арабије. Свеукупно је 28 различитих драгих и полудрагих камења уметнуто у бели мермер.
Радна снага од 20.000 људи ангажована је из целе северне Индије. Кипари су долазили из Бухаре, калиграфи из Сирије и Ирана, зидари из јужне Индије, каменоресци из Белуџистана, стручњаци за израду торњева, остали који су обрађивали мермерне украсе у групама од 37 људи.

### Пројектанти и градитељи
Историја о главним пројектантима Таџ Махала је нејасна, будући да су се у исламском свету тог доба заслуге приписивале углавном меценама, а не архитектима. Према савременим изворима, познато је да је за градњу и надзор био задужен широки тим архитеката. Извори спомињу како је сам Џахан-шах лично учествовао у изградњи више него било који могулски владар пре њега, те да је одржавао дневне састанке са архитектама и надзорницима. Хроничар Лахоури спомиње како је Џахан-шах „неретко давао или мењао идеје које су предлагали архитекти и да је постављао компетентна питања“. Два архитекта споменута су именом; Устад Ахмад Лахаури и Мир Абдул Карим. Устад Ахмад Лахаури поставио је темеље Црвене тврђаве у Делхију, док је Мир Абдул Карим био омиљени архитекта Џахан-шаховог претходника Џахангира, а спомиње се као надзорник као и Макрамат Хан приликом изградње Таџ Махала.

## Организовање пропорција
Комплекс Таџ Махал уређен је на ортогоналном растеру што је очито према плану комплекса. Ипак, тек 1989. године у Бигли и Десај покушали прво детаљније истраживање о томе како су разни елементи комплекса интегрисани у координатну мрежу. Бројни извори из 17. века описују димензије комплекса у могулски мерним јединицама газ или зира, који су еквивелент отприлике 80–92 cm. Бигли и Десај закључили су како је коришћен растер од 400 газа који је дељен у групе, те како су бројна одступања резултат проблема у ондашњим записима.
Новија истраживања и мерења која су провели Коцх и Ришар Андре Беро сугеришу како је коришћена много сложенија метода пројектовања од оне описане у старим записима. Док су Бигли и Десај користили једноставни фиксирани растер на којег се грађевине положене, Коцх и Баррауд открили су како су тлоцртне пропорције разумљивије ако се користе генерисани растерски систем према којем одређене дужине могу бити подељене методама располовљивања, поделом на три, те коришћењем децималног система. Они тврде да је комплекс ширине 374 газа према историјским изворима тачан и да је Таџ Махал планиран као троделни правоугаоник од три квадрат а са страницама од 374 газа. Различите модуларне поделе коришћене су у пропорцијама остатка комплекса. Модул од 17 газа коришћен је код џилаухане, базар аи одморишта, док је модул од 23 газа полован код вртова и подручја тераса (ширина им је 368 газа што је дијељив са 23). Пропорције зграда су пројектоване у мањим растерима који су положени у главне организационе растере. Мањи растери коришћени су и за пропорције повишења и спуштања широм комплекса.
| Елемент                             | Метара       | Метара | Метара | Газа   | Газа   | Газа   |
| Елемент                             | дужина       | ширина | висина | дужина | ширина | висина |
| Цели комплекс                       | 896.1        | 300.84 |        | 1112.5 | 374    |        |
| Цели очувани комплекс               | 561.2        | 300.84 |        | 696    | 374    |        |
| Таџ Гањи                            | 334.9        | 300.84 |        | 416.5  | 374    |        |
| Џилаукхана                          | 165.1-165.23 | 123.51 |        | 204    | 153    |        |
| Велика врата                        | 41.2         | 34     | 23.07  | 51     | 42     | 28.5   |
| Чарбах вртови                       | 296.31       | 296.31 |        | 368    | 368    |        |
| Тераса уз реку                      | 300          | 111.89 | 8.7    | 373    | 138    |        |
| Маузолеј                            | 56.9         | 56.9   | 67.97  | 70     | 70     | 84     |
| Минарет                             | 5.65         |        | 43.02  | 7      |        | 53.5   |
| Џамија                              | 56.6         | 23.38  | 20.3   | 70     | 29     | 25-29  |
| Све димензије су од Kocha. стр. 258—259. |              |        |        |        |        |        |

## Архитектура
Комплекс Таџ Махала може се поделити на пет делова:
1. Тераса уз обалу реке, која укључује маузолеј, џамију и џаваб.
2. Чарбах вртови који садрже павиљоне.
3. Џилаукхана, који садржи смјештај за посетиоце гробнице и две помоћне гробнице.
4. Таџ Гањи, првотно базар и одмориште, данас постоје само остаци.
5. Врт месечине, северно од реке Јамуне, који садржи велика врата између Џилаукхане и врта. Ниво се постепено спушта у терасама од Таџ Гањија до реке.

### Маузолеј

#### Екстеријер
Главни елементи маузолеја су:
1. Шиљак: висине је 10 m и првотно је изграђен од злата, међутим британски колонизатори су га скинули и растопили, па је замењен репликом од бронзе[20].
2. Лотус украси: Контуре цвета лотуса урезане су при врху куполе.
3. Луковичаста купола: тзв. амруд висине 35 m, карактеристична за исламску архитектуру, те касније за руску.
4. Тамбур: ваљкаста база куполе која представља прелаз између куполе и базе.
5. Гулдаста: декоративне игле на рубовима зидова.
6. Ћхатри: узвишени павиљони изнад балкона у облику малих купола.
7. Границе: налазе се између правокутних панела и ниша, украшене су красописима и геометријским облицима.
8. Красопис: Стилизирани стихови Курана на главном луку.
9. Нише: на сва четири угла налази се по шест ниша распоређених у две етаже.
10. Панели: украсни правокутни елементи на главним зидовима који окружују главни портал (iwan).

Маузолеј је изграђен према строгом симетријском реду, насупрот замршеним детаљима. Жариште и доминанта Таџ Махал комплекса је симетрична гробница од белог мрамора; грађевина квадратичног тлоцрта са накошеним угловима, који садрже засвођене нише познате као iwane. Окруњена је великом куполом двоструке конструкције која повећава њену висину и са неколико потпорња на којима су ћхатри, узвишени павиљони у облику малих купола. Тлоцрт је готово савршено симетричан око четири осовине и размештен је у стилу hasht bihisht као код Хумајунове гробнице. Здање садржи четири спрата; у приземљу се налазе гробнице Џахана и Мумтаз, прилазни спрат садржи идентичне кенотафе њихових гробница са спрата испод у много дотеранијој комори, те спрат деамбулаторија и кровне терасе.

#### Ентеријер
Хијерархијска доследност целог комплекса досеже свој врхунац у главној комори која садржи кенотафе Шаха Џахана и Мумтаз Махал. Мумтазин кенотаф постављен је на геометријски центар зграде, док је Џахан накнадно сахрањен од њене гробнице према западу; распоред виђен код других могулских гробница ранијег периода као што је Итмад-Уд-Даулах. Унутрашњост је у потпуности изграђена од мрамора, а кенотафи су украшени драгим камењем послаганим у концентричним октогонима. Такво обликовање карактеристично је за исламску и индијску културу као важна духовна и астролошка тематика. Комора је обилна евокација рајског врта и као таква садржи репрезентације цвећа, растиња и арабески, те красописе талута i manje korištenog насх писма.
Муслиманска традиција забрањује украшавање гробова, па су тела Џахана и Мумтаз положена у релативно обичну комору која се налази испод собе с кенотафима. Сахрањени су на потезу север-југ, с главама окренутим према десно (запад) у смеру Меке. Купола Таџа уздиже се изнад њихових кенотафа, који су верна копија правих гробница из подрума испод.
Мумтазин кенотаф димензија је 2.5 за 1.5 m и украшен је красописима који величају њен лик. Џаханов кенотаф је на западној страни и једини је асиметрични елемент у целом комплексу. Његова гробница већа је од женине, али се састоји од истих елемената; већег саркофага на нешто вишој бази, такође украшеног зачуђујућом прецизношћу са лапидаријумима и красописима. На поклопцима оба саркофага налази се скулптура малене кутије с писаљком која је традиционална могулска погребна икона.

### Тераса уз реку
Осим маузолеја, на тераси се налазе џамија с западне стране, те џаваб с источне стране који је симетричан џамији и визуелно служи као архитектонски баланс, док функциonalno служи као гостињска кућа. Тераса се степенасто спушта до реке.

#### Podnožje i terasa
На угловима подножја налазе се минарети, четири велика торња висока преко 40 m. Служе као традиционални елемент џамије, односно као место с којег мујезин позива муслимане на молитву. Сваки од минарета је ефективно подељен на три једнака дела, постављањем два балкона који окружују торањ. На врховима налази се главни балкон окруњен с ћхатри, који одражавају оне на маузолеју. Сви минарети мало су одмакнути изван растера да у случају рушења (чест догађај код многих високих грађевина тог доба) материјал не оштети главне зграде.

#### Џамија и џаваб
На обе бочне стране маузолеја налазе се две готово идентичне зграде, симетричне с обзиром на главну осу комплекса. За разлику од белог мраморног маузолеја, грађене су од црвеног пешчењака. Западно је џамија, источно је џаваб што значи одговор, јер је грађена као визуелни баланс џамији на симетричној страни, а коришћена је као гостињска кућа за важне посетиоце. Разликује се од џамије по томе што нема михраб, односно нишу у зиду џамије која представља смер Меке и према облику спратова који су геометријски обликовани док се етажа џамије састоји од обриса 569 ћилима у црном Мермеру.
Темељни дизајн троделне џамије сличан је другим здањима изграђенима за време Шаха Џахана, попут Масјид-и-Јахан Нума у Делхију, која се састоји од дугачке дворане окруњене трима куполама. Могулске џамије из овог периода деле храмску дворану у три дела; главно светилиште са нешто мањим храмским уточиштима на обе стране. Код Таџ Махала, над сваким делом налази се велика купола.

### Врт
Велики чарбах, главни могулски трг подељен на четири дела, представља предњи план за класични поглед на маузолеј Таџ Махала. Строго и прецизно испројектовани врт састоји се од стаза које деле сваки квартал стварајући притом 16 спуштених мањих вртова. Повишени мраморни базен налази се на средишту врта, на половини пута између гробнице и главних врата, уз чију осу (север-југ) је постављен рефлективни дугуљасти базен који рефлектује обрисе маузолеја Таџ Махала. Остатак врта украшен је дрворедима и фонтанама. Врт Чарбах иначе симболизује четири рајске реке у Индији. Мраморни базен (хауз) назива се и Hawd al-Kawthar што значи „цистерна богатства“ која би требало да угаси жеђ Мухамеду приликом његовог доласка. Павиљони се налазе на источној и западној страни попречних оса, и постављени су симетрично један другоме. Изграђени су од пешчењака у троделном облику на две етаже, а окруњени су куполама које стоје на осам стубова. Рани извори наводе како се врт састојао од бујне вегетације која је укључивала руже, нарцисе, те изобиље воћака. Када је Могулско царство почело да опада, неговање врта такође је опало. Када су Британци преузели контролу над Индијом, променили су пејзаж врта према енглеским стиловима лондонских травњака.

### Велика врата
Велика врата налазе се на северном улазу у двориште пред зградом (Џилаукхана) и омогућавају прелаз између базара (пијаце) и одморишта са духовним подручјем на којем се налазе врт, џамија и маузолеј. Правоугаоног су облика, и пројектоване су попут џамије унутар комплекса. На угловима се налазе октогонални торњеви који згради дају изглед одбрамбеног карактера. Куполе су биле карактеристичне искључиво за гробнице и џамије па нису кориштене на Великим вратима. Цитати из Курана распоређени су на пажљиво одабрана места. Главни обликовни елемент је велики портал чији је концепт да привуче посетиоце и вернике у рајски врт комплекса. Осим портала, налази се још неколико аркада с галеријама, које су намењене склоништу сиромашних становника од кишних сезона. Галерије се завршавају на трансферзално положеној троделној дворани.

### Двориште
Џилаукхана, што дословно значи испред куће, била је врста дворишта коју је Шах Џахан увео у могулску архитектуру. Служило је као простор где су посетиоци могли оставити своје коње или слонове пре уласка у главни простор комплекса. Правоугаони тлоцртни облик подељен је на оси у смеру север-југ и исток-запад уз које воде главне улице, на северу се налазе Велика врата као улаз у главни врт испред маузолеја, док се улазна врата у џилаукхану налазе уз источне, западне и јужне зидине. Јужна врата воде до пијаце Таџ Гањи. Две идентичне цесте од истока и запада воде до средишта дворишта. Уз те улице протежу се колонаде веранди повезаних вишелистним луковима иза којих су се налазиле трговачке собе, које су биле у функцији од изградње Таџ Махала све до 1996. године. Порез убран с тих пијаца служио је за одржавање целог комплекса. Источне улице базара девастиране су крајем 19. века, али их је обновио Лорд Курзон почетком 20. века. Две реплике гробница налазе се на јужним угловима дворишта. Изграђене су као минијатурне копије оних у главном комплексу и налазе се на повишеним платформама на које се приступа са степеница. Обе октагоналне гробнице налазе се на правоугаоним платформама које омеђују зграде мањих димензија смештене чеоно према дворишту. До данас није разјашњено то је сахрањен у тим гробницама, будући да су биле недовршене и да су у њима сахрањене жене. Међу првим документима који их спомињу су скице Томаса и Вилијама Даниела из 1789, према којима се у источној гробници налази Акбарабади Махал, а у западној Фатехпури Махал. Два мања дворишта налазе се на северној страни (Khawasspuras), а служила су за боравак посетилаца маузолеја и за вернике. Резиденцијални карактер тог дела служио је као прелаз између целог комплекса и остатка света. Простор је до 18. века био у рушевинама, но почетком 20. века га је обновио британски вицекраљ Индије Лорд Курзон после чега је источно двориште служило као простор за одржавање хортикултуре, а западно као стаја све до 2003. године.

### Базар и одмориште
Базар и одмориште саграђени су као саставни део комплекса, првотно да осигурају смештај радницима, а касније као место за трговину и простор који надопуњује целину. Подручје је прерасло у мали град приликом изградње Таџ Махала. Првотно је било познато од именом Мумтазабад (Мумтазин град), док се данас назива Таџ Гањи или Таџ пијацом. Тлоцрт целог подручја има квадратни облик подељен с две ортогоналне улице с вратима на сва четири улаза. Базари се протежу уз сваку улицу, док се на створеним трговима налазе одморишта с унутрашњим двориштима на које се приступа с унутрашње стране где се улице секу. Према доступним изворима, северна и западна страна трга је много боље очувана од остатка на југу што подразумева да је тај део добијао много више из империјалног прорачуна. Квалитет архитектуре тог дела је такође много бољи од јужне половине.
Разлике између духовног и секуларног дела комплекса највише се очитују на подручју трга и одморишта. Док је духовни део комплекса одржаван у изворном облику након градње, Таџ Гањи је постао фреквентан град и центар привредне активности у граду Агри на чијим се пијацама налазила роба из свих делова царства и света. Северозападни део је био познат под именом Катра Омар Кхан (Пијаца Омара Кана), североисточни део као Катра Фулел (Пијаца парфема), југозападни део као Катра Ресхам (Пијаца свиле), а југоисточни део као Катра Јогидас. Подручје се константно обнављало након изградње да би у 19. веку постало готово потпуно непрепознатљиви део оригиналне замисли, а већина аутохтоне архитектуре је загубљена или надограђена. Данас постоји потпуна супротност између елегантног и геометријски правилног распореда духовног дела Таџ Махала и уских, непредвидљивих и недефинисаних улица Таџ Гањија, насталих органским развојем урбанизма. Само мањи делови од оригиналне архитектуре су сачувани, углавном улазна врата са улица.

### Гробнице изван зидина
Комплекс Таџ Махала утврђен је зидовима од црвеног пешчењака с три стране, док је отворен према реци. Изван тих зидина налази се неколико додатних маузолеја који укључују гробнице за остале жене Шаха Џахана, те већу гробницу за омиљену Мумтазину слушкињу.

### Водовод
Опскрба Таџ Махала водом врши се сложеном инфраструктуром водовода који обухвата већи део целине. Црпљена је из оближње реке Јамуна и вођена до комплекса низом канала које су напајали системи покретани животињском снагом. Вода се преко лучних аквадукта сливала у велики спремник који је водио до дистрибуцијских цистерни смештених изнад нивоа комплекса на западној страни зида. Од туда вода прелази до три помоћна спремника из којих се црпила директно у вртове, базене и фонтане, што је технички омогућено подизањем спремника на 9,5 m висине. Водоводне цеви пречника 0.25 m укопан је 1,8 m испод површине тла и прати осу главне странице уз коју се протежу рефлективни базени. Неке подземне водоводне цеви замењене су 1903. године новим цевима од ливеног гвожђа. Цеви фонтана нису директно спојене на грла већ на бакарне ћупове који су омогућавали равномеран притисак у свакој фонтани. Водоводни систем је временом пропао, али сачувани су поједини делови попут лукова аквадукта који данас служе као смештај канцеларије Индијског археолошког завода за хортикултуру.

### Врт месечине
Северно од Тај Махал комплекса, преко реке Јамуна, налази се још један Чарбах врт. Пројектован је као саставни део целине у стилу речне обале карактеристичне за Агру. Ширина врта је идентична остатку комплекса на јужној страни реке. Историчарка вртова Елизабет Мојнихан тврди како је велики октогонални базен на средишту терасе служио као рефлективно огледало за маузолеј, односно како је цео врт оријентисан према том делу комплекса. Још од могулског времена врт је доживео бројне поплаве због чега је девастиран већи део подручја. Четири торња од пешчењака означавала су граничне углове врта, али сачуван је само онај с југоисточне стране. Остаци темеља две зграде налазе се на северном и јужном делу врта, а претпоставља се да је реч о вртним павиљонима. На северној страни налазила се степенаста структура водопада која се сливала у базен. Северни део врта има облик типичног квадрата с ортогоналним осама уз које се протежу две улице, док се на њиховом раскршћу налази средишњи базен. Водоводни систем напајан је помоћу аквадукта са западне стране.